# Berkenye
Berkenye is een plaats (község) en gemeente in het Hongaarse comitaat Nógrád. Berkenye telt 648 inwoners (2007).